# Kharkiv International 2009
Die Kharkiv International 2009 als offene internationale Meisterschaften der Ukraine im Badminton fanden vom 10. bis 13. September 2009 in Charkiw statt. Es war die erste Austragung der Titelkämpfe.

## Sieger und Platzierte
| Disziplin    | Gold                             | Silber                                     | Bronze                                   |
| ------------ | -------------------------------- | ------------------------------------------ | ---------------------------------------- |
| Herreneinzel | Dmytro Zavadsky                  | Kristian Midtgaard                         | Kristian Nielsen                         |
| Herreneinzel | Dmytro Zavadsky                  | Kristian Midtgaard                         | Valeriy Atrashchenkov                    |
| Dameneinzel  | Anne Hald                        | Tatjana Bibik                              | Natalia Perminova                        |
| Dameneinzel  | Anne Hald                        | Tatjana Bibik                              | Anastasia Prokopenko                     |
| Herrendoppel | Andrej Ashmarin Andrey Ivanov    | Valeriy Atrashchenkov Vladislav Druzchenko | Vladimir Malkov Nikolaj Nikolajenko      |
| Herrendoppel | Andrej Ashmarin Andrey Ivanov    | Valeriy Atrashchenkov Vladislav Druzchenko | Sergey Shumilkin Nikolai Ukk             |
| Damendoppel  | Anna Kobceva Elena Prus          | Tatjana Bibik Olga Golovanova              | Mariya Ulitina Natalya Voytsekh          |
| Damendoppel  | Anna Kobceva Elena Prus          | Tatjana Bibik Olga Golovanova              | Maryna Kryzhanovska Viktoriya Pogrebnyak |
| Mixed        | Valeriy Atrashchenkov Elena Prus | Andrej Ashmarin Anastasia Prokopenko       | Nikolai Ukk Ksenia Polikarpova           |
| Mixed        | Valeriy Atrashchenkov Elena Prus | Andrej Ashmarin Anastasia Prokopenko       | Georgiy Natarov Anna Kobceva             |

## Endspielergebnisse
HE: Dmytro Zavadsky – Kristian Midtgaard 17:21 21:8 21:13
DE: Anne Hald – Tatjana Bibik 21:17 21:13
HD: Andrej Ashmarin / Andrey Ivanov – Valeriy Atrashchenkov / Vladislav Druzchenko 21:16 23:21
DD: Anna Kobceva / Elena Prus – Tatjana Bibik / Olga Golovanova 8:21 21:18 21:18
MX: Valeriy Atrashchenkov / Elena Prus – Andrej Ashmarin / Anastasia Prokopenko ohne Kampf